# Biserica de lemn Sfinții Voievozi din Bogdănești
Biserica de lemn „Sfinții Voievozi” din Bogdănești, cunoscută și ca Biserica de lemn „Sfinții Arhangheli Mihail și Gavriil”, este un lăcaș de cult ortodox construit în anul 1779 în satul Bogdănești din comuna omonimă aflată în județul Suceava. Edificiul religios se află localizat în cimitirul satului și are hramul Sfinții Arhangheli Mihail și Gavriil, sărbătorit la data de 8 noiembrie. În centrul localității Bogdănești se află o altă biserică de lemn, construită în prima jumătate a secolului al XX-lea.
Ansamblul bisericii de lemn „Sfinții Voievozi” din Bogdănești a fost inclus pe Lista monumentelor istorice din județul Suceava din anul 2015 la numărul 205, având codul de clasificare cod LMI SV-II-m-B-05498. El este format din două obiective:
- Biserica de lemn „Sfinții Voievozi” – construită în secolul al XVIII-lea și având codul SV-II-m-B-05498.01 și
- Turn clopotniță – construit în 1879 și având codul SV-II-m-B-05498.02.

## Istoric

### Biserica Sfinții Voievozi
Satul Bogdănești este o așezare de vechi răzeși, aflată în apropierea primei capitale a Moldovei, Baia. În această localitate, în jurul anului 1363, voievodul Bogdan I al Moldovei (1359-1365), împreună cu doamna Maria, a zidit o mănăstire denumită Schitul Bogdănești (sau Bogoslovul), pentru a servi drept biserică domnească și loc de rugăciune. 
Fiind construită din lemn, biserica a rezistat curgerii timpului și atacatorilor timp de 150 ani, până în anul 1510, când a fost distrusă din temelii de tătari. Între anii 1511 și 1512, câțiva călugări vrednici au vrut să o refacă tot pe vechiul amplasament, cu sprijinul lui Bogdan al III-lea (cel Orb), fiul lui Ștefan cel Mare. După cum afirmă Narcis Crețulescu în lucrarea „Istoria Sfintei Mănăstiri Râșca” (1901), „Bogdan o înzestrează cu obiecte de gospodărie, cu moșia Bogdănești, înconjurătoare mănăstirii... îi dă zestre alte pământuri domnești, luate din trupul pământurilor mănăstirii Neamț”. 
Încercarea de reconstruire a mănăstirii nu reușește astfel că în anul 1542, domnitorul Petru Rareș a strămutat vechiul așezământ monahal, mai la deal, întemeind Mănăstirea Râșca. Unele documente istorice mai amintesc câteva încercări de revigorare a vieții monahale pe locul ctitoriei voievodului Bogdan, în secolul al XVII-lea, dar acestea sunt de scurtă durată. Astfel, documentele menționează între anii 1528-1574 un schit de călugări, iar între 1620-1740 sau 1630-1745 este menționat un schit de maici și acesta cu multe întreruperi. 
Actuala biserică de lemn din Bogdănești a fost construită în a doua jumătate a secolului al XVIII-lea pe malul râului Râșca și al pârâului Bogdăneasa. Prima sa atestare datează din anul 1779, ea figurând pe un „Octoih” al bisericii, tipărit la Râmnic în 1776, cu însemnarea: „În văleat 7287 (1779) să se știe că această sfântă carte au cumpărat Dorofteiu Solcanu și cu feciorii dumisale, Toader, Constantin (...) Și s-a așezat în biserică în satul Bogdănești, să fie în vecia veacului. Amin”.  O altă atestare a vechimii acestei biserici este inscripția de pe clopotul mijlociu cu textul: „Simion, ani de la Iisus Hristos 1783”. 
În jurul anului 1836, preotul Solcanu a dăruit bisericii un Octoih mare, cu următoarea însemnare „Acest Octoih este dat de preotul Solcanul spre a sa pomenire sfintei biserici din satul Bogdănești unde este hramul mai marilor voievozi Mihail și Gavril, să fie de-a pururea nestrămutată întru acea biserică, iar carele va îndrăzni a străina de la această biserică să fie neertat de Domnul Iisus și de Maica Domnului și de sfinții arhangheli și de toți sfinții până ce îl va întoarce iarăși înapoi. Văleat 1836 iunie 26”.  Un pomelnic pictat pe lemn datează din anul 1845, el având următorul text: „Acest pomelnic este al lui Petru Ilie, Solcanu Ion, Bogdănești, 1845”. 
Construită pe malul râului Bogdăneasa, biserica a fost afectată de desele alunecări de teren. În perioada 1803-1805, ea a fost demontată și strămutată mai la vest, în interiorul cimitirului sătesc.  După ce a fost reparat în 1872, lăcașul de cult a fost mutat într-o zi din vara anului 1904 pe amplasamentul actual. Nu s-a mai apelat de această dată la procedeul demontării, biserica fiind trasă de patru perechi de boi peste grinzile de brad unse cu untură de porc. 
În anul 1911, s-au efectuat o nouă serie de lucrări de reparații ale edificiului, apoi, în 1912, i s-a adăugat un pridvor și un turn-clopotniță. După o inscripție, se pare că pictura a fost executată în 1914. În anul 1936, a fost dublat diaconiconul (aflat în peretele sudic al altarului) de un veșmântar și s-a refăcut pictura interioară. 
În apropierea bisericii au fost purtate lupte în cel de-al Doilea Război Mondial, în partea de nord a absidei altarului distingându-se urmele lăsate de un proiectil, care a explodat în apropiere. 

### Paraclisul Sfântul Voievod Ștefan cel Mare
La data de 30 mai 2003, cu binecuvântarea arhiepiscopului Pimen Zainea al Sucevei și Rădăuților și cu purtarea de grijă a parohului, pr. dr. Florentin Loghinoaia, s-a început construirea Paraclisului „Sfântul Voievod Ștefan cel Mare”, ridicat pe locul vechii case de prăznuire (din scândură de brad acoperită cu azbest) a Bisericii „Sfinții Voievozi”. La 29 mai 2005, IPS Pimen a sfințit cele două cruci înălțate deasupra altarului și turnul paraclisului. Paraclisul a fost sfințit de către același înalt ierarh, în fruntea unui sobor de preoți și diaconi, la 31 mai 2009. Cu acest prilej, ierarhul a depus în Biserica „Sfinții Voievozi” medalionul cu sfintele moaște ale Sf. Mc. Gheorghe, Sf. Mc. Haralambie și Sf. Mc. Ioan cel Nou, medalion adus de la Biserica „Sf. Apostoli Petru și Pavel” din Rădășeni de către preotul Petru Irimescu. 
Paraclisul are un cerdac din lemn și un turn, având o lungime de 51 de metri. El este compartimentat în pronaos, naos și altar. Catapeteasma paraclisului a fost confecționată din lemn de stejar de meșteri din părțile Neamțului și pictată de frații preoți Daniel și Gabriel Ciofu, care au zugrăvit și pereții paraclisului. Printre picturile de pe pereții naosului sunt de menționat două scene: Cavalcada apărătorilor Ortodoxiei și Adormirea Sfântului Ștefan cel Mare. Pronaosul paraclisului are o lungime de 18 m și o lățime de 7 m, aici fiind amenajată o sală de mese pentru circa 200 de persoane aflate în nevoi.

## Descrierea bisericii

### Arhitectură
Biserica de lemn din Bogdănești este construită în plan triconc (în formă de cruce), având abside poligonale și bolți originale, astăzi tencuite. Edificiul are pereții din bârne de brad cioplite și îmbinate în „coadă de rândunică”, aceștia fiind placați înainte de al Doilea Război Mondial cu scânduri vopsite cu verde. Acoperișul este învelit cu tablă și are o streașină îngustă, înfundată cu scânduri. 
Inițial, biserica era formată din trei spații: pronaos, naos și altar, apoi i s-a adăugat în anul 1912 și un pridvor. Intrarea în biserică se face pe o ușă situată în peretele vestic al pridvorului. Pridvorul are o formă dreptunghiulară, având deasupra sa turnul-clopotniță. Pe laturile de nord și de sud se află câte o fereastră mare. Între pridvor și pronaos este un perete despărțitor pe unde se intra în biserică înainte de construirea pridvorului. Pronaosul are o calotă octogonală rezemată de două grinzi transversale.
Naosul este și el de formă dreptunghiulară, având în părțile laterale (de nord și de sud) două abside pentagonale, în care s-au practicat două ferestre mari (0,90x1,50 m) încheiate în arc de cerc. Deasupra naosului se află o calotă poligonală. 
Altarul bisericii are o formă pentagonală, având în părțile laterale două anexe de formă pătrată: proscomidiarul (în partea de nord) și diaconiconul (în partea de sud). Fereastra absidei altarului nu este cea originală, cum sunt cele din axele absidelor laterale. 

### Iconografie
După o inscripție, se pare că pictura a fost executată în 1914. În anul 1936, s-a refăcut pictura interioară. În 1981, cântărețul Ion C. Preutu și soția sa Aneta au donat două registre de icoane „în amintirea a 50 de ani de osteneală la această Sfântă Biserică”. Aflate pe latura de răsărit a cafasului, icoanele sunt dispuse pe două registre și anume: primul registru cuprinde Praznicele Împărătești, iar al doilea zilele creației, Izgonirea din Rai, Buna Vestire și Fuga în Egipt.
Pe peretele de sud al pronaosului și naosului sunt pictate următoarele scene: Învierea Domnului, Sf. Ioan Botezătorul, Sf. Gheorghe și Punerea în mormânt a Domnului. Registrul de picturi continuă pe absida de sud a naosului cu următorii sfinți: Sf. Nicolae, Sf. Apostol Pavel, Sf. Ioan Gură de Aur, Sfinții Împărați Constantin și Elena.
Pe peretele de nord al pronaosului și naosului sunt pictate următoarele scene: Pogorârea Sfântului Duh, Sf. Spiridon și Sf. Arhangheli Mihail și Gavriil. Registrul de picturi continuă pe absida de nord a naosului cu următorii sfinți: Sf. Vasile, Sf. Apostol Petru, Sf. Grigorie și Intrarea Domnului în Ierusalim. Pe bolta naosului este reprezentat Iisus Hristos Pantocrator, iar pe bolta altarului este pictată Sfânta Treime.
Catapeteasma bisericii datează din perioada refacerii bisericii (din 1872 sau din 1911).

## Cărți și obiecte de cult
În patrimoniul bisericii se află mai multe obiecte de valoare și anume:
- un „Octoih” tipărit la Râmnic în 1776, care are pe filele de început următoarea însemnare: „În văleat 7287 (1779) să se știe că această sfântă carte au cumpărat Dorofteiu Solcanu și cu feciorii dumisale, Toader, Constantin, Vasile, Hoză și iar Vasile, Luchile și cu soțiile dumisale Palaghia și iar Palaghia, Nastasia și Varvara, Măriuța, Dumitra și cu tătu neamu lor. Iar cine s-ar ispiti să o e de la biserică să fie suptu blestemu și afurisania sfinților părinți și în totul anaftema. Și s-a așezat în biserică în satul Bogdănești, să fie în vecia veacului. Amin”.
- un Liturghier tipărit în 1785 și care conține de asemenea o însemnare făcută de donator.
- „Cazanie la Dumineca Vameșului și a Fariseului”, donată în 1793 și pe care se află însemnarea: „Această sfântă carte o au cumpăratu Gh. Dascălu, C. Jitănoaia, I. Solcanul, Filip Vameșul și au dat pe dânsa 13 lei în anul de la Hristos 1793 în zilele Măriei sale Ioană Mihăilă Constantin Șuțul Voevod ca să fie pomană sufletelor lor și soțiilor dumisale și a părinților și a tot neamul lor. Și au dat-o biserici în satul Bogdănești. Deci cine s-ar ispiti să o fure, să fie afurisit de Dumnezeu Savaot și cele 7 să boare și cu tătă anatema, Amin”.
- un „Octoih” mare dăruit bisericii de preotul Solcanu în 1836, cu următoarea însemnare: „Acest Octoih este dat de preotul Solcanul spre a sa pomenire sfintei biserici din satul Bogdănești unde este hramul mai marilor voievozi Mihail și Gavril, să fie de-a pururea nestrămutată întru acea biserică, iar carele va îndrăzni a străina de la această biserică să fie neertat de Domnul Iisus și de Maica Domnului și de sfinții arhangheli și de toți sfinții până ce îl va întoarce iarăși înapoi. Văleat 1836 iunie 26”.
- „Cuvintele Sf. Ioan Gură de Aur”, cu o însemnare din 1848: „Această sfântă carte, cuvintele Sf. Ioan Gură de Aur, ce iaște în dreaptă a mea, o am afieresit sf. biserici din satul Bogdănești unde se prăznuiește hramul sfinților mai marilor Voievozi Mihail și Gavril spre a mea pomenire și nu are nimenea voie să o înstrăinează din biserică, pentru ca să nu dea seama înaintea Sfinților Voievozi la strașniciu județu și care o va lua să citească să o aducă iară înapoi 1848 noiembrie 7, Ieromonah...”.
- „Tâlcul Evangheliei”, cu o însemnare din 1848: „Această sfântă carte,... s-au dăruit svintei bisărici din satul Bogdănești, hramul Sf. Voievozi de dumnealor Neculai sân'preot Nechifor și de soția dumisale Paraschiva, fiica diaconului Vasili Hușanul, unde are a fi nestrămutată în veci. Iară vrăunul cine va înstrăina să nu fie iertat de Maica Domnului și de Sfinții Mari Voievozi și de toți sfinții până ce o va întoarce înapoi fiind dată spre a noastră pomenire și a părinților și a tot neamul nostru, 1848, iunie 26”.
- clopotul mijlociu al bisericii cu inscripția: „Simion, ani de la Iisus Hristos 1783”.
- un potir de argint inscripționat în anul 1821, când a fost refăcut în atelierele Mănăstirii Neamț.
- o cruce de lemn ferecată în fier, cu anul 1825 inscripționat pe ea.
- un pomelnic pictat pe lemn în 1845, cu următorul text: „Acest pomelnic este al lui Petru Ilie, Solcanu Ion, Bogdănești, 1845”.

## Imagini

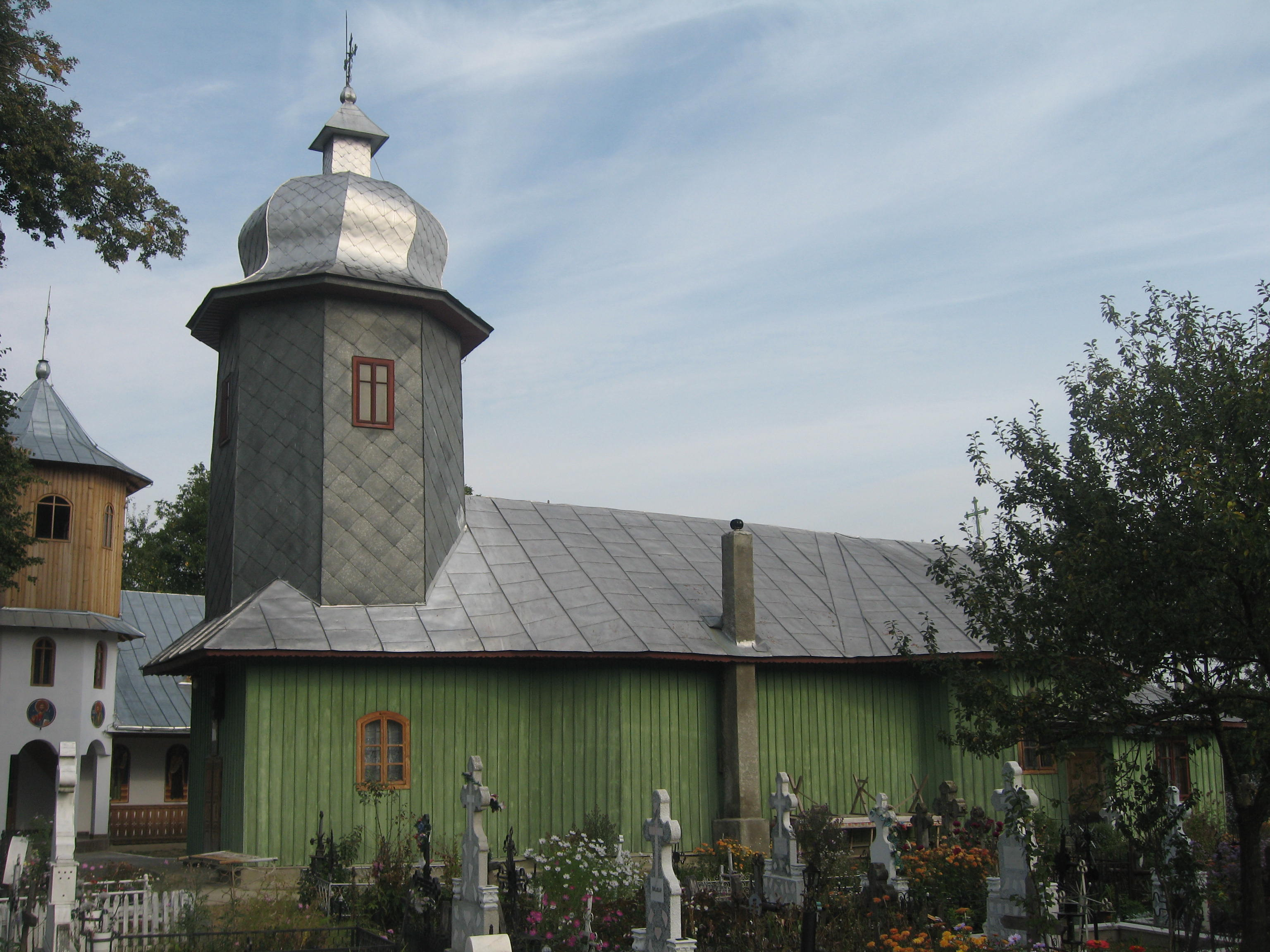
Biserica de lemn și turnul clopotniță
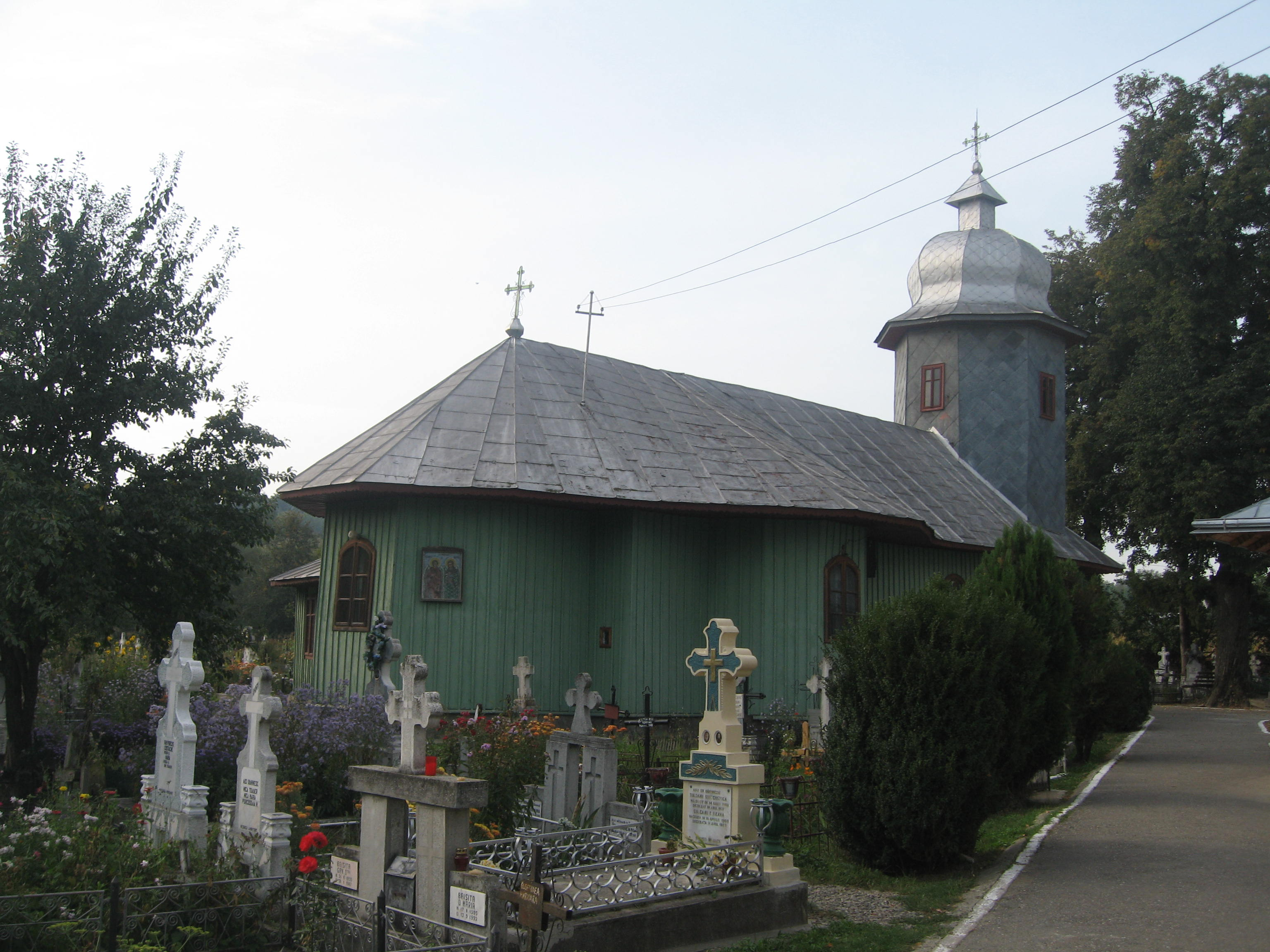
Biserica de lemn
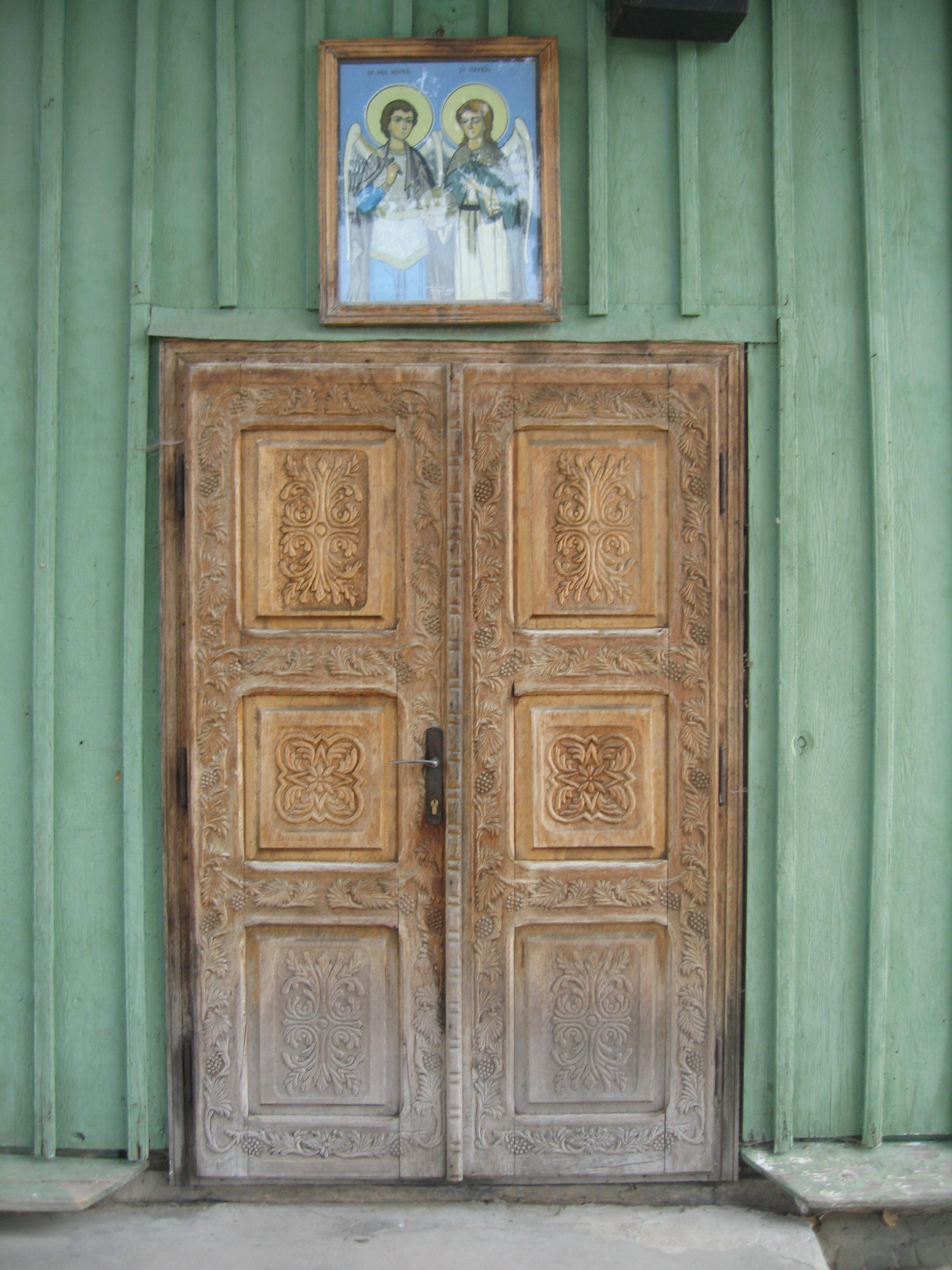
Ușa de intrare în biserică decorată cu motive incizate